# Ministère des Finances (Ouzbékistan)
Pour les articles homonymes, voir Ministère des Finances.
Le ministère des Finances est un ministère ouzbek qui supervise la gestion des finances du pays. Il est dirigé par Jamshid Qoʻchqorov depuis le 28 novembre 2017.

## Liste des ministres
| Nom                 | de   | à    |
| ------------------- | ---- | ---- |
| Erkin Boqiboyev     | 1991 | 1996 |
| Baxtiyor Hamidov    | 1996 | 1998 |
| Rustam Azimov       | 1998 | 2000 |
| Mamarizo Nurmurodov | 2000 | 2004 |
| Saidahmad Rahimov   | 2004 | 2005 |
| Rustam Azimov       | 2005 | 2016 |
| Botir Xoʻjayev      | 2016 | 2017 |
| Jamshid Qoʻchqorov  | 2017 | 2020 |
| Timur Ishmetov      | 2020 |      |